# 4021 Dancey
4021 Dancey eller 1981 QD2 är en asteroid i huvudbältet som upptäcktes den 30 augusti 1981 av den amerikanske astronomen Edward L.G. Bowell vid Anderson Mesa Station. Den är uppkallad efter Roy Dancey och Bruce D. Dancey.
Asteroiden har en diameter på ungefär 4 kilometer.